# Коморица
Коморица (рум. Comorâța) — село у повіті Клуж в Румунії. Входить до складу комуни Кешею.
Село розташоване на відстані 363 км на північний захід від Бухареста, 59 км на північ від Клуж-Напоки.

## Населення
За даними перепису населення 2002 року у селі проживали 27 осіб, усі — румуни. Усі жителі села рідною мовою назвали румунську.